# Caro-Kann
Caro-Kann též Caro-Kannova obrana (ECO B10 - B19) je šachové zahájení charakterizované tahy 1. e4 c6.
Jde o jedno z nejčastěji hraných „obranných“ polootevřených zahájení, které je oblíbené pro svoji solidnost. Naproti tomu jeho nevýhodou je určitá pasivita a omezené možnosti komplikovat hru na straně černého.
Toto zahájení dostalo název po britském hráči Horatiovi Carovi a po Rakušanovi Marcusi Kannovi. Velkou zásluhu na jeho rozšíření mají také Nimcovič a Capablanca, kteří byli první z hráčů světové elity, které ho hráli na světové úrovni. V modernější době[kdy?] jej s oblibou používá například Karpov.
Podle statistik bylo toto zahájení v letech 1997–2005 v České šachové extralize hráno 122krát, což jej vynáší na 8. místo v popularitě.[zdroj?]
Svým prvním tahem připravuje černý stejně jako ve francouzské obraně tah 2… d5. Výhodou oproti francouzské obraně je, že si černý neuzavírá bělopolného střelce.

## Hlavní varianty

### Klasický systém
Je hlavním a nejrozšířenějším pokračováním.
- 2. d4 d5 3. Jc3 (3. Jd2)
  - 3… dxe4 4. Jxe4
    - 4… Jf6
      - 5. Jxf6 exf6 (ECO B15)
      - 5...gxf6 (ECO B16)

    - 4… Jd7 Moderní varianta (též zvaná Nimcovičova) (ECO B17) je nejčastější varianta.
    - 4… Sf5 Londýnská varianta (ECO B18) 5. Jg3 Sg6 6.h4 h6 7.Jf3 (ECO B19) je druhá nejčastější varianta.

### Panovův útok
2. d4 d5 3. exd5 cxd5 4. c4 (ECO B13)
- 4…Jf6 5.Jc3 (ECO B14)

Je volen hráči, kteří mají rádi iniciativu a nevadí jim izolovaný pěšec. Může přejít i do variant dámského gambitu nebo Nimcovičovy indické obrany.

### Otevřená varianta
2. d4 d5 3. exd5 cxd5 bez 4.c4 (ECO B13)
I přes oživení, které ji přinesl svého času Fischer, se považuje za remizovou.

### Zavřená varianta
2. d4 d5 3. e5 (ECO B12)
Po klasické variantě je dnes nejčastější. Často ji volí hráči, kteří mají rádi zápletky.

### Varianta dvou jezdců
2. Jf3 d5 3.Jc3 (ECO B10)
- 3… Sg4 (ECO B11)

Se vyskytuje méně často, bílý se snaží o figurovou hru.

## Zajímavosti
Caro-Kann je pro svou solidnost s oblibou používán černými v partiích s útočně laděnými hráči, kteří si často stěžují, že jim nesedí, neboť se v něm při správné hře černého těžko rozvíjí nějaký smysluplný útok.
Je známo, že například Michail Tal velice nerad hrával proti Caro-Kannovým specialistům a prohlašoval, že mu to zahájení nesvědčí. Navzdory tomu v něm však dosahoval paradoxně velice slušného skóre. To má ovšem jednoduché vysvětlení: jelikož bylo známo, že mu Caro-Kann nesedí, hrávali ho proti němu (v rámci primitivní šachové psychologie) i ti, co ho jinak v repertoáru neměli, aniž by si uvědomovali, že se dostávají do strašlivé nevýhody - ocitali se v zahájení, kterému pořádně nerozuměli (a které vyžaduje velice vytříbený a vycvičený poziční cit), tváří v tvář soupeři, který je (ač nerad) znal tak dobře, jako málokdo druhý a bez váhání trestal i tu sebemenší chybičku. Za těchto okolností byl už fakt, že Caro-Kann Talovi nesedí, většinou zcela bezpodstatný.